# Martyrologe
Un martyrologe est un recueil dans lequel sont inscrits les noms des martyrs, et par extension des saints, dont il est fait mémoire par les croyants. Un martyrologe peut se présenter sous la forme d'une simple liste de noms de martyrs ou de saints, ou comporter pour chacun d'eux une notice biographique, un éloge et des prières. L'actuel martyrologe officiel de l'Église catholique est le martyrologe romain.

## Définition
Le terme ne signifie pas seulement « liste des martyrs », mais désigne aussi toute liste liturgique de personnages reconnus saints par l'Église, personnages qui ont « porté témoignage » de leur foi chrétienne. Le mot grec μάρτυς (génitif μάρτυρος / marturos) signifie originellement « témoin ».
On trouve parfois la forme erronée « martyrologue » au lieu de « martyrologe ». C'est ce dernier terme qui a été adopté par les dictionnaires pour traduire le terme latin martyrologium (voir Martyrologium Hieronymianum attribué à saint Jérôme) ou le terme grec martyrologion de l'église orthodoxe. Certains ouvrages emploient également la forme martrologe, reprise à l'ancien français, et parfois altéré en matrologe.
Aujourd'hui, le mot « martyrologe » est parfois utilisé abusivement pour désigner une nomenclature de personnalités ayant consacré leurs efforts, voire leur existence, à la défense d'une cause, de valeurs, ou d'une communauté.

## Premiers martyrologes chrétiens
Les premiers martyrologes comportaient une série de notices hagiographiques qui se succédaient à partir du 24 décembre ou du 1er janvier suivant la date anniversaire des saints mentionnés.

### Martyrologe hiéronymien
Le plus ancien martyrologe, autrefois daté du IVe siècle, a été longtemps attribué à Eusèbe de Césarée et sa traduction latine à saint Jérôme (vers 347-420). Il a reçu le nom de Martyrologe hiéronymien (Martyrologium sancti Hieronymi ; désormais abrégé ici en MH), parfaitement immérité puisque Jérôme n’en est aucunement l’auteur ni même l'inspirateur, mais qui a été conservé par habitude.
La couche la plus ancienne de ce qui devait devenir la compilation dite hiéronymienne s’est constituée à partir du calendrier de Rome, d’un calendrier africain et d’un martyrologe oriental (dont le Martyrologe Syriaque de 411 donne une idée). La rédaction primitive (perdue) de ce document advint en Italie du Nord, dans la région d’Aquilée, vers 450. La tradition manuscrite des phases ultérieures est complexe. Les trois principaux manuscrits conservés sont désignés par les lettres E, B et W. L’archétype auxerrois sur lequel fut copié le ms E, a été écrit à Auxerre sous l’épiscopat de saint Aunaire, en 592 ou avant le 25 mars 593 (il mentionne la mort d’Avit de Clermont au 21 janvier 592, mais pas celle du roi Gontran, survenue le 28 mars 593). Le ms E, provenant d’Epternach (aujourd'hui Echternach), fut copié en Angleterre, par un scribe qui l’a enrichi de fêtes insulaires, entre 701 et 705 (date d’une addition de deuxième main)[réf. nécessaire]. Le manuscrit de Berne ou ms B fut écrit après 766, avec des additions allant jusqu’à 858 ; mais il possède plusieurs fêtes de Bourges qui lui sont propres et lui ont fait attribuer une source berrichonne ; il est, d’autre part, le plus riche en mentions topographiques, et a reçu en addition plusieurs fêtes romaines qu’il est (quasi) seul à mentionner. Le manuscrit de Wissembourg ou ms W (cod. Wissemb. 23 de la Bibliothèque de Wolfenbüttel) est le plus ancien et le plus important représentant de la « sous-famille de Fontenelle » ; il fut copié après 756, au plus tard en 772.
Le texte du MH est très sommaire et se limite à des noms de personnes et de lieux, mais beaucoup de ces noms ont été déformés, estropiés, et résistent à toute identification. Il y a eu aussi beaucoup de dédoublements.

### Martyrologe de Bède
Le moine bénédictin anglais Bède dit le Vénérable († 735) compila un martyrologe que nous avons conservé. Cette compilation comporte beaucoup de jours vides, qui ont été comblés ultérieurement ; elle témoigne d’un grand souci d’exactitude. L’original comportait 114 notices.
Les manuscrits du martyrologe de Bède se divisent en deux familles, l’originale (dépendant d’un archétype copié peu après 755), et l’augmentée.

### Martyrologe poétique de d'Achery
Publié d'abord par Dom d'Achery, puis par Dom Quentin, c’est un martyrologe anglais (compilé à York ou au monastère de Ripon) qui se présente mensongèrement comme une mise en vers du martyrologe de Bède. Il est postérieur à 744/745, date de la mort de saint Wilfrid II, archevêque d’York, mentionnée dans l'ouvrage.

### Martyrologe de l’Anonyme Lyonnais
L’Anonyme Lyonnais, qui travaillait à Lyon peu avant 806, enrichit considérablement son modèle (la seconde famille de Bède) : on passe de 258 saints (ou groupes de saints) à 387, et le nombre des jours vides tombe de 181 à 129.

### Martyrologe de Florus
Le diacre lyonnais Florus († vers 860) compila à son tour un martyrologe en deux recensions successives. La première recension date du premier tiers du IXe siècle, la seconde se place dans les années 825-840. Florus combla encore pas mal de « vides » de Bède non comblés par l’Anonyme Lyonnais.

### Martyrologe de Raban Maur
Le savant carolingien Raban Maur (Rabanus/Rhabanus/Hrabanus Maurus) (vers 780-856), célèbre encyclopédiste, exégète et théologien, devenu archevêque de Mayence en 840, compila son martyrologe à partir d’un exemplaire de la première famille du martyrologe de Bède ainsi que d’un exemplaire du MH.

### Martyrologe de Wandelbert

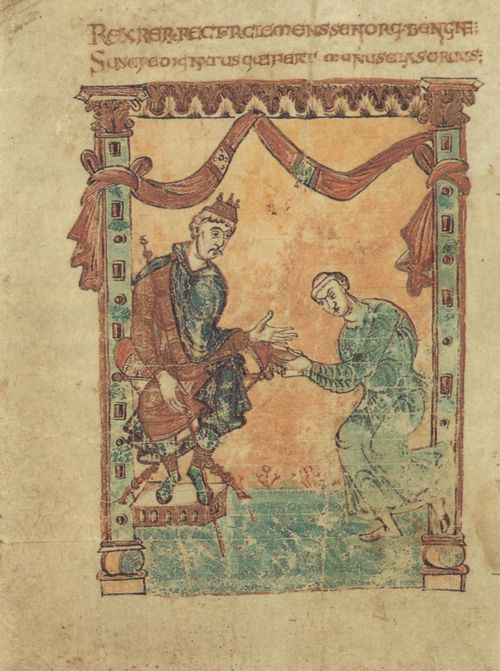
Wandalbert de Prüm présentant son Martyrologium au roi Louis le germanique, IXe siècle.

Wandelbert ou Wandalbert (813-vers 870), qui était moine à l'abbaye de Prüm (à 60 km de Trèves) composa, peu après 848, un martyrologe en vers qui utilise Florus et fut utilisé par Usuard.

### Martyrologe d'Adon de Vienne

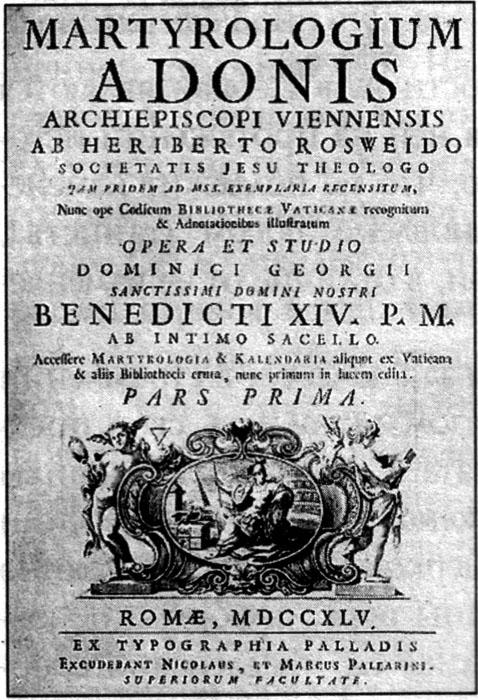
Martyrologe d'Adon de Vienne, édition de 1745

Adon, qui devint archevêque de Vienne (Isère) en 860 et mourut en 875, fabriqua un martyrologe qui fit longtemps illusion. En réalité, Adon était un faussaire que démasqua impitoyablement Dom Quentin dans sa somme de 1908 : pour justifier les notices fantaisistes de son ouvrage, il forgea de toutes pièces un « très ancien martyrologe romain » (le Parvum Romanum ou « Petit Romain »), à l’authenticité duquel on a longtemps cru. Le martyrologe adonien eut (hélas) un succès immédiat et durable : Usuard, en particulier, y puisa.

### Martyrologe d’Usuard
À la demande de Charles le Chauve, Usuard, moine à Saint-Germain-des-Prés († janvier 877), compila un nouveau martyrologe, qui reposait sur la seconde recension du martyrologe de Florus et fut complété à l’aide du MH, du martyrologe de Wandelbert, de celui d'Adon, de Vies et de Passions de saints, de divers auteurs et d’une collecte personnelle de renseignements touchants les récents martyrs espagnols victimes des musulmans. Retouché par Usuard jusqu’à sa mort, ce recueil jouit d'une grande faveur au Moyen Âge.

### Martyrologe d'Erchempert
C'est un martyrologe en vers élaboré par Erchempert († après 889), moine à l'abbaye du Mont-Cassin, à partir du Martyrologe poétique d’York ou de Ripon (« Martyrologe poétique de d’Achery », voir supra), dont il reprit intégralement certains vers.

### Martyrologe de Notker le Bègue
Ce martyrologe fut composé par Notker Balbulus, moine puis abbé de Saint-Gall († 912). C'est une compilation des martyrologes d’Adon et de Raban Maur, avec quelques extraits du MH.

## Martyrologe Romain
On désigne par ce nom la liste officielle des saints de l'Église catholique établie en 1583-1584 par le savant oratorien (et futur cardinal) Cesare Baronio – souvent désigné par son nom latin Baronius – sur l’ordre du pape Grégoire XIII. Le MR a connu mainte édition (dont celle de Benoît XIV en 1748) et une mise à jour avec l’Editio typica de 1913 (où furent ajoutés les saints canonisés depuis 1748) ; il a été valable jusqu’en 1969, date à laquelle le Vatican, à travers la Congrégation pour le culte divin où œuvra jusqu’à sa mort (8 décembre 1991) le savant bénédictin Jacques Dubois, a fait publier une révision du MR, d’où les saints fictifs ou douteux (Barbara, Marina/Marguerite d’Antioche, Catherine d’Alexandrie, Eustache de Rome etc.) ont été éliminés. Malgré tout le soin mis par Baronius dans cette compilation, le MR, qui suit beaucoup Usuard, comporte mainte erreur selon Jacques Dubois, et en ajoute par rapport au MH. La version incunable - pas encore prescrite pour l'église entière - a été basée sur Usuard et en comporte le titre.
Il y a environ 40 000 saints dont le nom a été inscrit dans un martyrologe chrétien.

## Martyrologes protestants
Il existe des martyrologes propres à d'autres confessions chrétiennes, par exemple le Martyrologe protestant de Jean Crespin, paru à Genève en 1554, ou le Livre des Martyrs du protestant anglais John Foxe, publié en 1565.
Un martyrologe commun à l'Église catholique et à certaines Églises réformées serait à l'étude.

## Évolution du terme
Pendant longtemps le terme n'est pas utilisé hors de son contexte romain.
Les églises orientale et orthodoxe emploient les termes de Synaxarion, (ou de Menologion) (voir par exemple le Ménologe de Basile II).
Le mot Ménologe est utilisé lorsque les notices biographiques ne sont pas celles de saints canonisés, par exemple le Menologium Franciscanum (Munich, 1698), du moine franciscain Fortunatus Hueber, suite de biographies des saints et des bienheureux franciscains rédigée selon un calendrier imité du martyrologe.
Les jansénistes utilisent le terme de Nécrologe (Nécrologe de l'Abbaye de Notre-Dame de Port-Royal des Champs, Ordre de Cîteaux, Institut du Saint Sacrement) lorsqu'ils dressent une liste de tous ceux, philosophes ou religieux, qui ont vécu et souffert pour la défense de certaines exigences spirituelles.
À l'époque moderne, de manière abusive, le mot martyrologe est parfois passé du monde religieux au monde civil par extension de l'emploi du mot martyr.

Au XVIIIe siècle, le naturaliste Philibert Commerson aurait, selon son biographe Paul-Antoine Cap, occupé ses loisirs à rédiger un Martyrologe de la botanique, nomenclature des héros parfois tragiques de cette discipline.
Le 21 septembre 1792, pour appuyer la proposition de l'abolition de la royauté, l'abbé Grégoire lance à la Convention : « […] L'histoire des rois est le martyrologe des nations ! ».
Quelques listes de soldats morts lors de la Première Guerre mondiale sont intitulées martyrologes.
Des auteurs l'utilisent pour donner la liste des morts victimes d'accidents, d'attentats (par exemple : Pierre Nicolas, Jacques-Régis du Cray, Martyrologe du Bazar de la charité: les victimes de l'incendie du 4 mai 1897 et leurs familles : dictionnaire prosopographique paru en 2000).